# Edotia chilensis
Edotia chilensis är en kräftdjursart som först beskrevs av Hercule Nicolet 1849.  Edotia chilensis ingår i släktet Edotia och familjen tånglöss. Inga underarter finns listade i Catalogue of Life.